# Abbas Al-Hassan
Abbas Al-Hassan est un footballeur saoudien né le 22 février 2004 à Al-Hufuf. Il joue au poste de milieu de terrain à Neom SC. 

## Carrière

### En club
Formé à Al-Fateh SC, il joue son premier match professionnel le 1 janvier 2021 contre le Damac en championnat en entrant en cours du jeu à la place de Saqer Otaif et devient le plus jeune joueur de l'histoire du championnat en battant le record de Fahad al-Muwallad. Il marque son premier but le 9 novembre 2023 contre Al-Riyadh.
Le 27 juin 2024, il s'engage avec le Neom SC qui évolue en deuxième division. Il joue avec le club 27 rencontre et marque 4 buts lors de la saison 2024-2025 et le club termine champion. 

### En séllection
Il joue son premier match en sélection le 16 novembre 2023 contre le Pakistan à Al-Hufuf lors des qualifications de la coupe du monde 2026. Il joue le match entier et les saoudiens l'emportent quatre buts à zéro.

## Palmarès
- Vainqueur du championnat de deuxième division saoudienne en 2025